# Гебхард, Пол
Пол Гебхард (англ. Paul Gebhard; 3 июля 1917 — 9 июля 2015) — американский антрополог и сексолог.

## Биография
Родился в Роки-Форде в штате Колорадо. Он окончил Гарвардский университет, получив степень бакалавра, в 1940 году. В 1947 году он защитил диссертацию там же, в Гарвардском университете, и получил степень «доктор философии» (Ph.D.).
C 1956 по 1982 годы являлся вторым директором Института Кинси, унаследовав этот пост от самого Альфреда Кинси. Он был соавтором второй книги Отчётов Кинси, «Сексуальное поведение самки человека». Позднее Гебхард потратил много усилий на очистку первичных статистических данных отчётов Кинси от «загрязнений» (заключёнными и др.) и по итогам этих усилий заявил, что статистические погрешности в исходных данных отчётов Кинси не повлияли существенным образом на результаты и выводы обоих отчётов.
После его ухода в 1982 году с поста директора Института Кинси, институт возглавил Джон Бэнкрофт.
Начав работать на факультете антропологии в 1947 году, ушёл на пенсию из Индианского университета в Блумингтоне в 1986 году.

## Основные научные работы
- Сексуальное поведение самки человека (1953)
- «Беременность, роды и аборт» (1958)
- «Данные Кинси: Граничный пересчёт данных интервью, проведённых Институтом исследований секса в 1938—1963 годах» (1979)